# Kaple svatého Michaela archanděla (Dejvice)

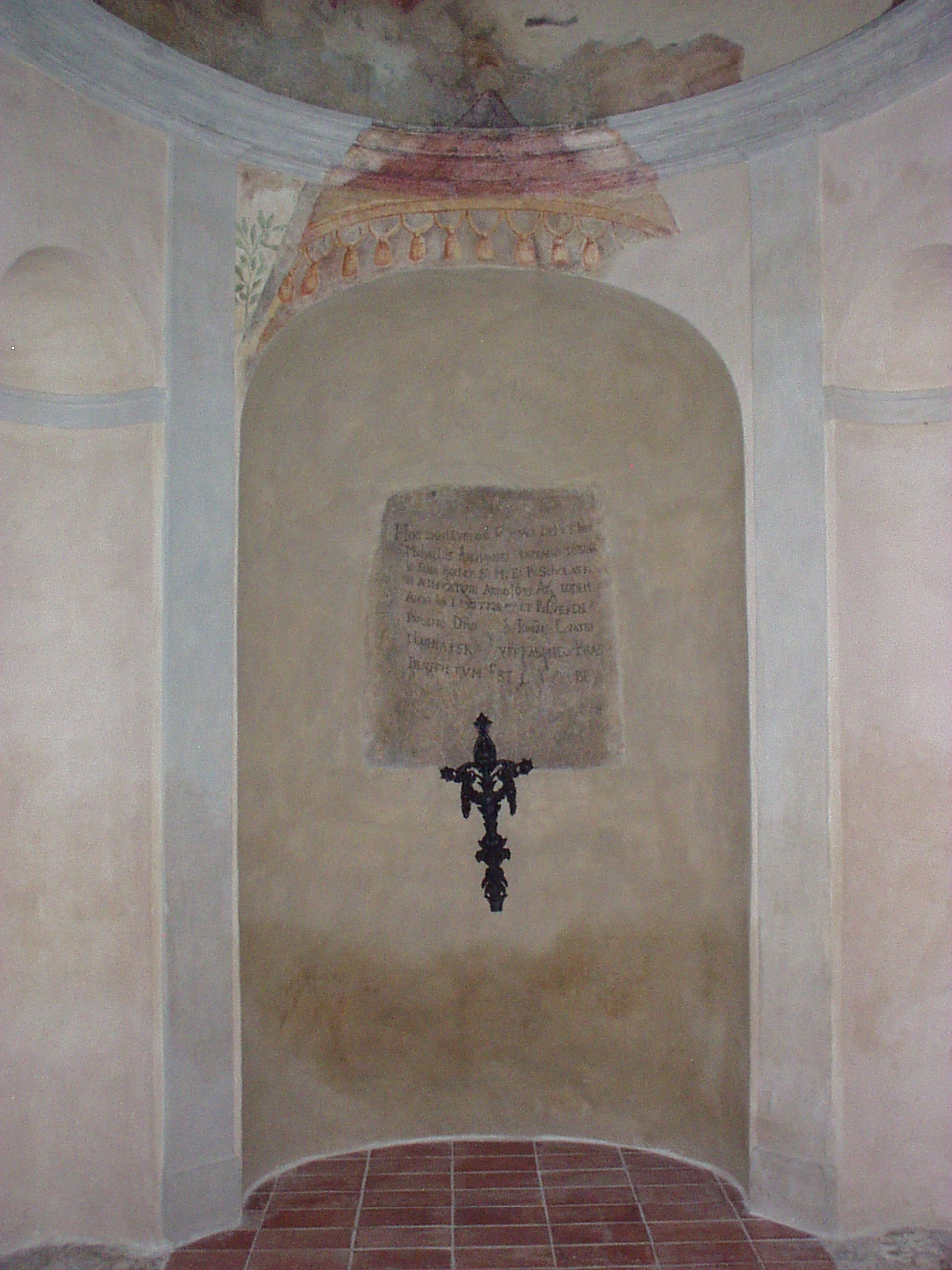
Interiér kaple

Římskokatolická kaple svatého Michaela archanděla v Praze-Dejvicích byla postavena v letech 1691 až 1700 při usedlosti Pernikářka (necelých 50 metrů před vjezdem do usedlosti). Dne 6. října 1693 byla kaple vysvěcena. V době vzniku kaple se v okolí nacházely vinice, nyní je obklopena vilovou čtvrtí Hanspaulka a leží poblíž křižovatky ulic Duchoslávka a Na Pernikářce.
Barokní stavba má oválný půdorys s výklenkem pro oltář a je zaklenuta kopulovitou klenbou s lucernovitou věžičkou, ve které jsou malá okna. Fragmenty stropních maleb, jimiž byla kaple vyzdobena, byly restaurovány při rekonstrukci stavby v letech 2009 až 2010. Uvnitř se nacházel oltář s obrazem sv. Václava ve válečném oděvu z 18. století ve vyřezávaném barokním rámu a ve výklencích sochy sv. Vojtěcha a sv. Prokopa, avšak toto vnitřní vybavení nebylo po rekonstrukci do kaple již navráceno.
Od 50. let 20. století patřila Československé akademii věd, jejíž Ústav experimentální botaniky sídlil v přilehlé usedlosti Pernikářka. V roce 1958 byla kaple zařazena do seznamu kulturních památek. Po převodu vlastnictví na město v roce 2008 proběhla v letech 2009 až 2010 celková rekonstrukce objektu, jejíž součástí byla i instalace slavnostního osvětlení. Dne 29. září 2010 pak kapli znovu vysvětil dejvický farář Mgr. Krzysztof Tomasz Łabędź CMF.